# Lagăr de concentrare

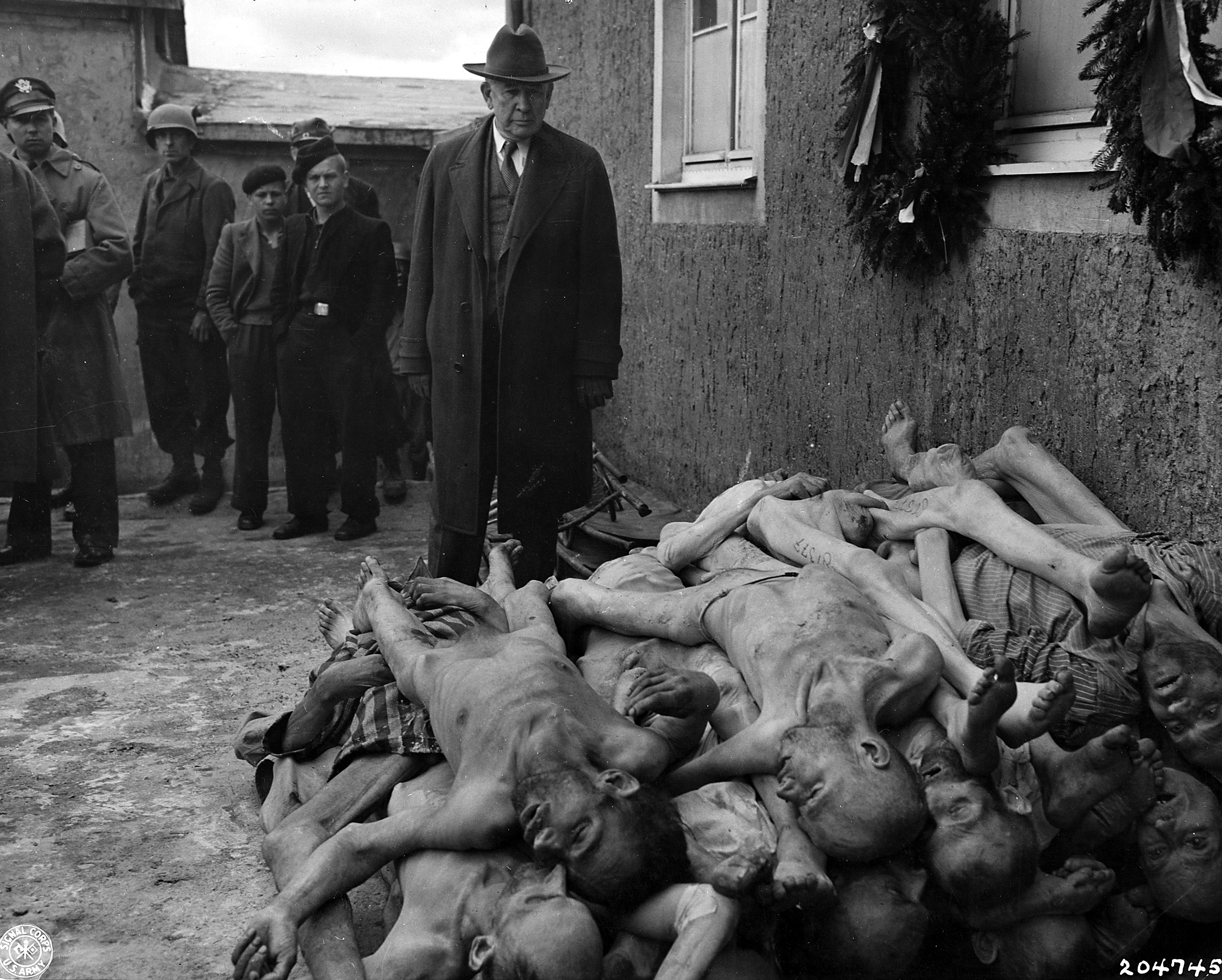

Un lagăr de concentrare este un centru major de detenție destinat oponenților politici, străinilor, grupurilor sociale, etnice sau religioase, civililor unei zone de război critice sau unor grupuri de persoane neagreate de puterea politică a unui stat, deseori pe timp de război. Au cunoscut o largă răspândire îndeosebi în Germania nazistă și pe teritoriile ocupate (ex. Auschwitz, Buchenwald, Dachau, Mauthausen ș.a.), precum și în U.R.S.S. (Karaganda, Vorkuta, Solovețk, Norilsk).

## Definiție
Etimologia cuvântului "concentrare" este latină, având semnificația de a colecta, a aduna și pune împreună.
Termenul face referire la situații în care persoanele internate erau selectate doar pe baza însușirilor lor, indiferent că au fost sau nu condamnate la detenție într-un proces judiciar. Lagărele destinate prizonierilor de război aparțin altei categorii, deși în mod informal ele pot fi numite identic. Cuvântul "concentrare" indică o concentrare regională, dar implică și aglomerația, starea, mediul și condițiile nesănătoase oferite. Primele lagăre de concentrare (din engleză : concentration camp) apar sub acest nume în Africa de Sud, la sfârșitul secolului XIX, în cadrul celui de-al Doilea Război al Burilor (al Marii Britanii împotriva coloniștilor afrikaneri de origine neerlandeză, denumiți burii) din anii 1899-1902: ele erau destinate burilor făcuți prizonieri și familiilor lor.

## Istorie
Ulterior, în secolul XX, lagăre de concentrare au existat în multe locuri de pe glob, în multe țări și perioade de timp. 
Au existat lagăre de concentrare în țările colonizate sau latino-americane, pentru unele dintre populațiile locale răsculate și învinse, îndeosebi în Congo, Africa de Sud, India, Amazonia. Primul sistem organizat și permanent de lagăre de concentrare (zise de muncă) pentru dușmanii de clasă ai poporului, discriminați în funcție de originile lor sociale, apare începând cu anul 1918 în Rusia bolșevică, sub numele de "Gulag", care cuprindea o întreagă rețea de temnițe ale groazei. În acea perioadă, din 1920 în 1932, Tratatul de la Versailles îi interzicea Germaniei să își antreneze armata folosind mijloace motorizate sau aeriene și să le construiască; antrenamentele aveau așasar loc în Rusia, la Kama (lângă Kazan), Lipetsk și Saratov, conform tratatelor secrete dintre Germania și URSS semnate în 1919: ofițerii germani au observat atunci funcționarea poliției politice GPU și a Gulagului. Ulterior, după ce Adolf Hitler a preluat puterea în Germania, aceasta "experiență tehnică" a fost parțial folosită pentru organizarea poliției politice Gestapo și a lagărelor de concentrare naziste.
În ziua de azi, termenul de „lagăre de concentrare” este folosit în special pentru lagărele Germaniei naziste din perioada 1935 - 1945, în timp ce celelalte lagăre, în special cele sovietice, chineze, cambogiene, cubaneze ș.a., sunt denumite lagăre de muncă (rarele ori când sunt studiate sau evocate). Lagărele naziste, descoperite și filmate de armatele Aliate la sfârșitul celui de-al Doilea Război Mondial, au fost ulterior studiate de mulți istorici, deoarece documentele erau disponibile (ceeace nu este cazul celorlalte sisteme concentraționare) și au fost evocate printr-un mare număr de opere literare și cinematografice, devenind astfel mai bine cunoscute, atât de specialiști cât și de public, decât celelalte. Cuvântul german corespunzător este Konzentrationslager, cu prescurtarea KZ (pronunțare în germană: "ca țet"). Lagărele de concentrare naziste au fost prevăzute inițial pentru strângerea la un loc a tuturor evreilor, romilor, oponenților politici, persoanelor cu dizabilități și a altor persoane nedorite din întreg Reich-ul pentru a fi deportate spre Răsărit (de exemplu spre Polonia cotropită), acolo urmând nimicirea lor fizică în lagăre de exterminare.
Ceea ce a înfricoșat și îngrozit pentru totdeauna memoria europeană a fost exterminarea în mod industrial a evreilor și a romilor, inclusiv copiii, femeile, bătrânii: holocaustul având și o latură așa zis practică (recuperarea sistematică a bunurilor confiscate: haine, geamantane, ochelari, încălțăminte, dinți de metal, până și pielea umană) și o latură pseudo-științifică (experiențe îngrozitoare pe oameni vii, în presupuse scopuri militare sau antropologice rasiale, pe gemeni, handicapați etc). Sistemul concentraționar nazist, în numai unsprezece ani (1934-1945) și treizeci de lagăre, a reușit să omoare zece milioane de oameni, în timp ce Gulag-ul sovietic în șaptezeci de ani și peste șase sute de lagăre, a întemnițat și epuizat în munca silnică douăzeci și cinci de milioane de oameni de diverse neamuri și categorii sociale, din care zece la sută, două milioane și jumătate, au murit.
Nazismul a fost solemn condamnat ca fiind o ideologie criminogenă prin Procesul de la Nürnberg, ceeace nu este cazul celorlalte ideologii (colonialistă, comunistă...) în numele cărora au fost organizate lagăre de concentrare.